# Wilhelm Melchers
Wilhelm Melchers (* 20. Januar 1900 in Bremen; † 18. November 1971 in Freiburg im Breisgau) war ein deutscher Diplomat.

## Leben
Der Sohn eines Bremer Getreidegroßhändlers besuchte das humanistische Alte Gymnasium. Nach dem Abitur studierte er Rechtswissenschaft an der Albert-Ludwigs-Universität Freiburg. 1919 wurde er Mitglied des Corps Suevia Freiburg. Mit der Doktorarbeit Die Verpfändung im Bau befindlicher Schiffe wurde er zum Dr. iur. promoviert. Er trat 1925 als Attaché in den konsularischen Dienst des Auswärtigen Amts und bestand 1927 die konsularische Prüfung mit dem Ergebnis „genügend“. Am 6. Mai 1939 beantragte er die Aufnahme in die NSDAP und wurde zum 1. September desselben Jahres aufgenommen (Mitgliedsnummer 7.077.242).

### Zeit des Nationalsozialismus
In der Zeit des Nationalsozialismus machte Melchers Karriere als führender Experte des Auswärtigen Amtes für den Nahen Osten. Sie begann 1937 mit seiner Entsendung an das deutsche Konsulat von Haifa und setzte sich kurz nach Kriegsbeginn mit der Übernahme des Orientreferats in der Politischen Abteilung des Auswärtigen Amtes fort. 1943 wurde er zum Vortragenden Legationsrat befördert. Nach den Forschungsergebnissen der Unabhängigen Historikerkommission um Eckart Conze war er als Leiter des Orientreferats „einer der Hauptverantwortlichen für die antijüdische Propaganda im arabischen Raum gewesen“. Er musste sich deshalb 1952 kurz einer Untersuchung über sein sehr enges Verhältnis zu Mohammed Amin al-Husseini, dem Mufti, stellen, damit diese gegen Israel gerichtete Schiene Bonn-Kairo aus übergeordneten Gründen künftig von der Bundesregierung besser unter Kontrolle zu halten war. Werner Otto von Hentig, Dienstsitz Djakarta, übernahm daher diese Aufgabe in Arabien, insbesondere kämpfte er dienstwidrig gemeinsam mit dem Mufti gegen das Luxemburger Abkommen zur „Wiedergutmachung“, auch noch nach der Unterzeichnung durch Weitergabe von Interna an die Antisemiten in Ägypten. Er traf wiederholt den Mufti. Melchers, als Vorgesetzter von Hentigs, wiegelte mögliche Disziplinarmaßnahmen gegen ihn ab.
In Abgrenzung zur Darstellung der Unabhängigen Historikerkommission  sieht der US-amerikanische Historiker Christopher R. Browning ein widerständiges Verhalten Melchers zur Judenpolitik des Auswärtigen Amtes.  So hat Melchers im Februar 1943 erreicht, über 2400  türkische Juden, die sich auf dem Gebiet des Deutschen Reiches aufhielten, vor einer Deportation zu bewahren. Er argumentierte, deren Deportation würde „von der Propaganda des Feindes ausgeschlachtet werden und einen Sturm der Entrüstung in der türkischen Presse auslösen“. Schließlich konnte er im September 1943 gegen Bestrebungen des Reichssicherheitshauptamtes und des Judenreferenten im Auswärtigen Amt, Eberhard von Thadden eine Repatriierung der Juden in die Türkei erreichen, nachdem die dortige Regierung, die ein halbes Jahr ihr Desinteresse gezeigt hatte, nun endlich bereit war, die Rückkehr aller türkischen Juden zu erlauben. Schon zuvor hatte Melchers „palästinensische Juden, die sich in deutscher Hand befanden, gerettet, indem er das Schreckgespenst von Vergeltungsmaßnahmen gegen deutsche Siedler in Palästina an die Wand gemalt hatte“.

### Mythenbildung zum 20. Juli 1944 und Entnazifizierung
Nachdem ihn die Amerikaner nach 1945 aus dem öffentlichen Dienst entfernt hatten, kam Melchers im September 1946 beim Evangelischen Hilfswerk seiner Heimatstadt Bremen als Mitarbeiter unter. Schon am 28. Februar 1946 hatte er für sein Entnazifizierungsverfahren eine längere Aufzeichnung zum Attentat vom 20. Juli 1944 angefertigt. Darin behauptete er, zwei Tage vor dem Attentat habe ein längeres Gespräch mit dem Widerstandskämpfer Adam von Trott zu Solz stattgefunden, bei dem klar geworden sei, dass der Kreis um Staatssekretär Ernst von Weizsäcker eine Keimzelle des Widerstands vom 20. Juli 1944 gewesen sei. Melchers schreibt aus der Perspektive des eingeweihten Mitverschwörers, der er nicht war.
Laut Historikerkommission „kann das im Stil eines Vermächtnisses abgefasste Papier als frühes Schlüsseldokument zur amtsinternen Mythenbildung gelten.“ Das Bremer Spruchkammerverfahren absolvierte Melchers als „entlastet“.

### Leiter des Personalreferats und Botschafter nach 1950
Als der Bremer Staatsrat und spätere Personalchef im Auswärtigen Amt, Wilhelm Haas, am 19. November 1949 von Bundeskanzler Konrad Adenauer zum Leiter des Organisationsbüros für die konsularisch-wirtschaftlichen Vertretungen im Ausland berufen worden war, holte er Melchers im Dezember 1949 nach Bonn und betraute ihn mit der Leitung des Referats I Pers. A (Personalien des höheren Dienstes). Aufgrund seiner Tätigkeit in der Zentrale des Auswärtigen Amtes in der Zeit des Zweiten Weltkriegs besaß Melchers Insiderkenntnisse, „über die Haas, der das Amt zwei Jahre zuvor verlassen hatte und danach als Wirtschaftsberater der I.G. Farben in China tätig gewesen war, nicht verfügen konnte“. Melchers benutzte die ihm anvertraute einflussreiche Stellung, um die Rückkehr von Emigranten oder vormals regimekritischen Bewerbern in das Auswärtige Amt zu verhindern. Für ihn galt jede frühere „Zusammenarbeit mit der alliierten Anklagebehörde als triftiger Grund, um eine Eignung für den Auswärtigen Dienst prinzipiell auszuschließen.“ So lehnte Melchers 1950 den Bewerber Fritz Kolbe ab, der Anfang der 1940er Jahre als persönlicher Referent von Botschafter Karl Ritter wirkte, sich aber weigerte der NSDAP beizutreten, stattdessen ab 1943 Nachrichten an die Vereinigten Staaten weitergab und diese 1945 bei der Vorbereitung der Nürnberger Prozesses unterstützte. Kolbe dürfe „unter keinen Umständen eingestellt werden“ und solle „ohne Bescheid bleiben“.
Im Juni 1953 übernahm Melchers die Leitung der deutschen Gesandtschaft in Bagdad und der Außenstelle Amman. Im März 1957 wurde er zum Botschafter in Neu-Delhi ernannt; Mitte 1961 wurde er als Botschafter nach Athen berufen, bis er 1965 in den Ruhestand trat.
Melchers war 1954 das Große Bundesverdienstkreuz mit Stern verliehen worden. Er starb mit 71 Jahren.